# 宮司
宮司（ぐうじ、みやづかさ）是日本的一個高級神職，明治維新之後一般是指官國幣社的負責人，二戰後則擴大為一般神社的負責人。宮司一職的名稱來自伊勢神宮。它的副職被稱為權宮司。